# Comuna Posnîkiv, Mlîniv
Posnîkiv (în ucraineană Посників) este o comună în raionul Mlîniv, regiunea Rivne, Ucraina, formată din satele Bohușivka și Posnîkiv (reședința).

## Demografie
Componența lingvistică a comunei Posnîkiv
     Ucraineană (99,75%)
Conform recensământului din 2001, majoritatea populației comunei Posnîkiv era vorbitoare de ucraineană (99,75%), existând în minoritate și vorbitori de alte limbi.